# Araona jezik
Araona jezik (ISO 639-3: aro), jezik Indijanaca Araona koji se nekada govorio u bolivijskim departmanima La Paz, Beni i Pando, a danas od osamdesetak ljudi (81; Adelaar 2000) na gornjem toku rijeke Manupari u provinciji Iturralde, općina Ixiamas, selo Puerto Araona.
Araona pripada pripada porodici takana, unutar koje čini poseban jezik u podskupini araona. Piše se na latinici.

## Vanjske poveznice
- Ethnologue (14th)
- Ethnologue (15th)